# Szechita

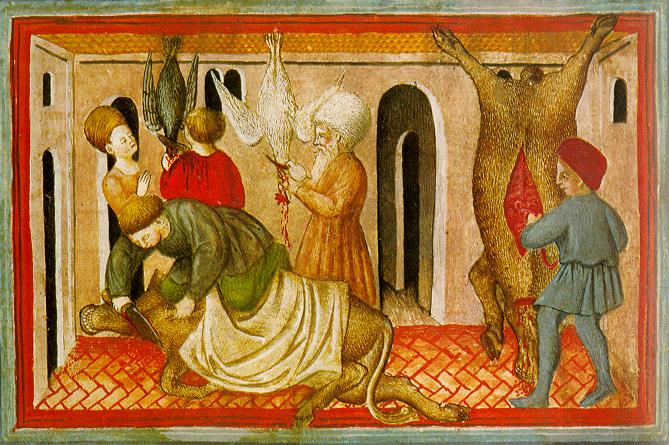
Ilustracja z XV wieku przedstawiająca szechitę – żydowski ubój rytualny

Szechita (hebr. שחיטה) – w judaizmie ubój rytualny zwierząt lądowych i ptaków, którego dokonuje specjalnie w tym celu uczony rytualny rzezak – szojchet (jidysz; hebr. szohet).

## Szojchet
Osoba dokonująca uboju rytualnego w gminie żydowskiej podlegała regułom prawa religijnego i zwyczajom. Musiał to być dorosły mężczyzna, żyd, uczony w Talmudzie, znany z pobożności i przestrzegania prawa religijnego. Uprawnienia szojcheta nadawał rabin specjalnym potwierdzeniem, zwanym kabala. Aby je uzyskać, należało odbyć praktykę, zdać egzamin ze znajomości praw rządzących szechitą oraz dokonać pod nadzorem trzech ubojów rytualnych. Nie dopuszcza się do funkcji szojcheta głuchych, chorych psychicznie czy upośledzonych manualnie.

## Procedura
Zwierzętom przecina się przełyk i arterie jednym cięciem przy użyciu specjalnego noża, odmawiając stosowną modlitwę. Zwierzę nie może zostać wcześniej pozbawione świadomości poprzez ogłuszenie jakąkolwiek z dostępnych metod. Zwierzęta zabite w inny sposób lub padłe nie mogą być spożywane przez ortodoksyjnego żyda.
Podczas koszernego uboju bydła we współczesnej ubojni stosuje się specjalne klatki do unieruchamiania zwierząt: Weinberg (czas w klatce: ok. 103,8 s, szamotanie się przed cięciem: ok. 11 s, liczba wokalizacji: ok. 4,6) lub ASPCA (czas w klatce: ok. 11 s, szamotanie się przed cięciem: ok. 1,2 s, liczba wokalizacji: ok. 0,3). Pierwsza z nich pozwala na obrócenie zwierzęcia na bok lub do góry nogami. W ustalonej przez klatkę pozycji następuje cięcie, po czym zwierzę jest wypuszczane, aby mogło się wykrwawić.

## Historia i sytuacja prawna szechity w Polsce

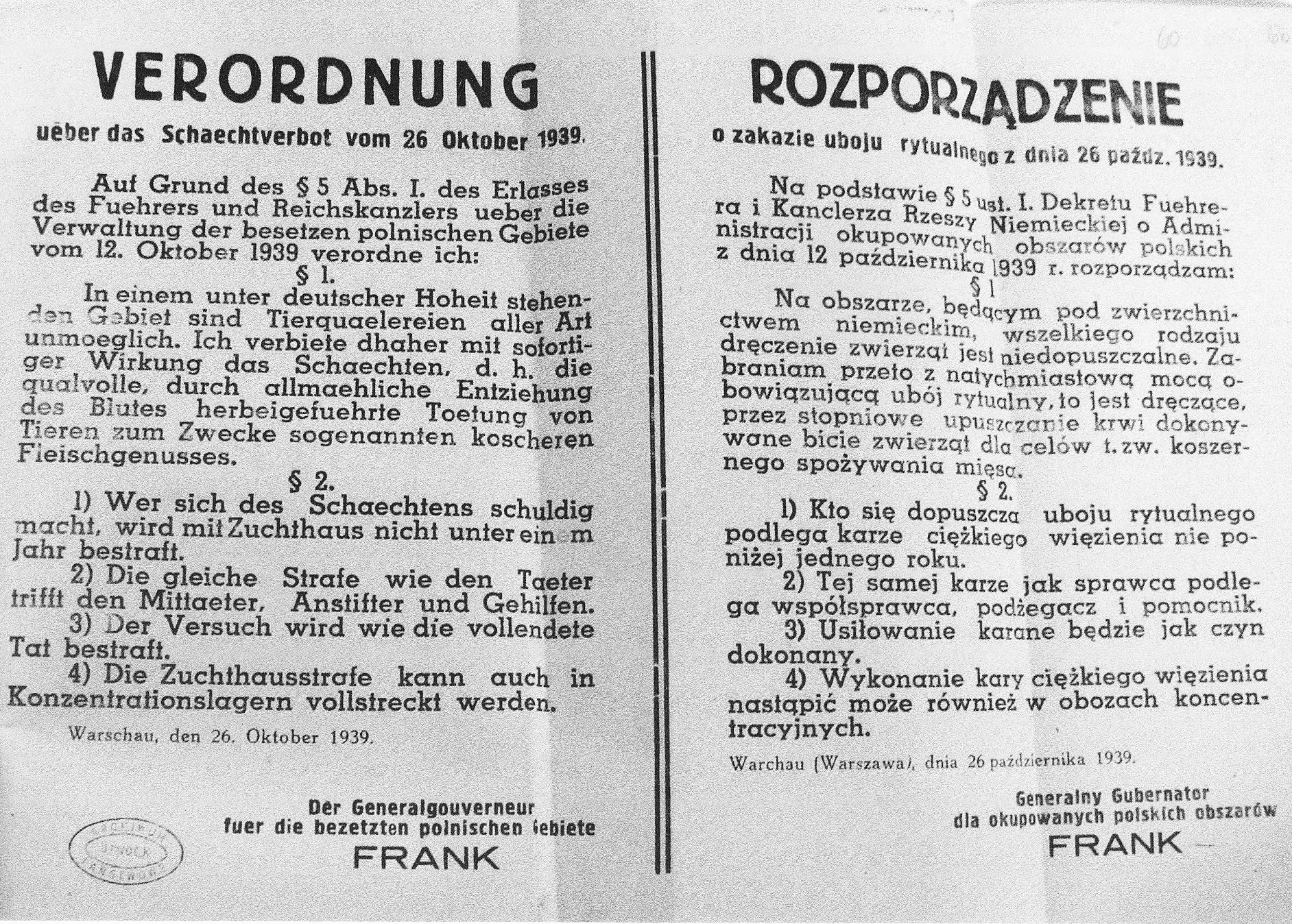
Rozporządzenie generalnego gubernatora okupowanych ziem polskich Hansa Franka z dnia 26 października 1939 o zakazie uboju rytualnego

W XI i XII w. powstały pierwsze zorganizowane osady żydowskie, na których terenie znajdowały się m.in. rzeźnie rytualne, umożliwiające ubój zgodny z zasadami judaizmu.
16 sierpnia 1264 r. książę Bolesław Pobożny nadał Żydom w Wielkopolsce przywilej kaliski, który m.in. zapewniał im swobodę praktyk religijnych, a więc także prawo do religijnego uboju zwierząt, których mięso przeznaczone było do konsumpcji. W latach 1273–1295 podobne przywileje wydali książęta śląscy.
W roku 1334 przywilej kaliski zostaje potwierdzony przez króla Kazimierza Wielkiego, a w roku 1364 rozszerzony na terytorium całej monarchii piastowskiej.
W latach 1254 i 1258 zostają wydane nakazy synodów Kościoła katolickiego, nakazujące oddzielanie kramów z mięsem dostarczanym przez Żydów od kramów chrześcijańskich. W roku 1267 synod wrocławski, na polecenie legata papieskiego Gwidona, wydał uchwałę wzywającą chrześcijan do nienabywania mięsa od Żydów.
W roku 1649 na podstawie postanowień Jana Kazimierza w Poznaniu wprowadzono nadzór cechmistrza rzeźnickiego nad ubojem zwierząt rzeźnych dokonywanym przez Żydów. Nie ograniczyło to jednak liczby ubojni żydowskich.
Obowiązująca w Królestwie Polskim ustawa policji weterynaryjnej z 1844 r., mająca na celu zapobieganie i uśmierzanie chorób panujących i zaraźliwych wśród zwierząt domowych, wskazywała ubój rytualny jako jedną z dopuszczanych metod uśmiercania zwierzęcia. Ustawa przyjmowała, że ubój ten wypełnia postulat prawodawcy, aby rzeź zwierzęcia odbyła się „sposobem krótkim”.
     Oszałamianie nie jest wymagane
     Wymagane ogłuszenie po cięciu
     Wymagane jednoczesne ogłuszenie
     Wymagane jest wstępne oszałamianie
     Ubój rytualny zabroniony
     Brak danych

Wymagania prawne dotyczące uboju rytualnego w Europie:
Oszałamianie nie jest wymagane
Wymagane ogłuszenie po cięciu
Wymagane jednoczesne ogłuszenie
Wymagane jest wstępne oszałamianie
Ubój rytualny zabroniony
Brak danych

Postulaty stowarzyszeń opieki nad zwierzętami doprowadziły na przełomie XIX i XX w. do otwarcia dyskusji nad kwestiami humanitarnego uboju zwierząt rzeźnych. Często jednak dyskusje te podnosiły hasła ekonomiczne i antysemickie. Ks. Stanisław Trzeciak opowiadał się przeciw ubojowi rytualnemu. W lutym 1936 grupa posłów sanacyjnych, z posłanką Janiną Prystorową jako wnioskodawczynią, wniosła do Sejmu projekt ustawy zakazującej uboju rytualnego, co motywowano „okrucieństwem i brakiem humanitaryzmu tej metody uboju zwierząt”. Akcję poparło także Towarzystwo Opieki nad Zwierzętami. Inicjatywę Trzeciaka poparła prasa katolicka i narodowa, przeciwstawiła się jej natomiast w całości prasa żydowska, twierdząc, że byłoby to ograniczenie swobody kultu religijnego. Sprzeciw wyraziły nawet pisma żydowskiej lewicy, m.in. organy Bundu, podkreślające dotąd swoją laickość i brak zainteresowania sprawami religijnymi. Podczas debaty parlamentarnej Trzeciak został powołany przez komisję sejmową jako rzeczoznawca. Jego ówczesne wystąpienie zostało opublikowane w broszurze Ubój rytualny czy mechaniczny? Opinia rzeczoznawcy wypowiedziana na posiedzeniu Komisji Administracji i Gospodarki Sejmu Polskiego 5 III 1936 (Warszawa 1936). 17 kwietnia 1936 sejm uchwalił ustawę o oboju zwierząt gospodarskich w rzeźniach, która wprowadzała jako zasady: nakaz ogłuszania zwierząt przed ubojem i rozpoczynania wykrwawienia zwierzęcia po całkowitej utracie przez nie przytomności. Ustawa zawierała jednak delegację dla ministra rolnictwa i reform rolnych do wydania, w porozumieniu z dwoma innymi ministrami, rozporządzenia ustalającego odmienny sposób i warunki dokonywania oboju zwierząt dla celów konsumpcyjnych tych grup ludności, których wyznanie wymaga stosowania specjalnych zabiegów. Ustawodawca zastrzegł, by w rozporządzeniach określono także sposób znakowania takiego mięsa oraz ograniczenie ilościowo jego pozyskiwania do poziomu faktycznych potrzeb. Termin wejścia w życie ustawy określono na 1 stycznia 1937. W tym samym dniu weszły w życie rozporządzenie regulujące sposób uboju rytualnego zwierząt gospodarskich oraz warunki obrotu mięsem, pochodzącym z uboju rytualnego.
W 1939 ustawa została znowelizowana przez Sejm i ubój rytualny został zakazany całkowicie, jednak wybuch wojny uniemożliwił jej ratyfikowanie przez Senat.
29 października 1939 generalny gubernator okupowanych ziem polskich Hans Frank wprowadził całkowity zakaz uboju rytualnego na terenie Generalnego Gubernatorstwa.
Formalnie ustawa z 1936 została uchylona dopiero w dniu 14 grudnia 1997 w związku z wejściem w życie ustawy o zwalczaniu chorób zakaźnych zwierząt, badaniu zwierząt rzeźnych i mięsa oraz o Państwowej Inspekcji Weterynaryjnej. 24 października 1997 r. weszła w życie ustawa z dnia 21 sierpnia 1997 r. o ochronie zwierząt, w której przedstawiona była zasada, iż zwierzę może zostać poddane ubojowi po uprzednim pozbawieniu świadomości, lecz dopuszczała wyjątek dla uboju w sposób przewidziany przez obrządki religijne.
Wchodząca w życie z dniem 28 września 2002 r. nowelizacja ustawy o ochronie zwierząt nakazywała przeprowadzenie uboju tylko po wcześniejszym ogłuszeniu i nieuwzględniania wyjątku dla uboju rytualnego.
27 listopada 2012 Trybunał Konstytucyjny orzekł, że wydane w 2004 r. rozporządzenie ministra rolnictwa, dotyczące warunków uboju rytualnego jest niezgodne z ustawą z 1997 roku i że Minister Rolnictwa przekroczył swoje kompetencje, wydając rozporządzenie bez należytego upoważnienia ustawowego.
Od 1 stycznia 2013 roku, po uprawomocnieniu się wyroku Trybunału Konstytucyjnego do 12 grudnia 2014, na terenie Polski obowiązywał całkowity zakaz uboju religijnego bez ogłuszenia.
10 grudnia 2014 roku TK uchylił wyrokiem zakaz dokonywania uboju rytualnego. Zakaz ten zdaniem Trybunału naruszał wolność religii i sumienia.